# Zustergoudoogboszanger
De zustergoudoogboszanger (Phylloscopus soror) is een zangvogel uit de familie Phylloscopidae. De vogel werd in 1999 door de Zweedse vogelkundigen Per Alström en Urban Olsson geldig beschreven als Seicercus soror, als zustersoort van Burkes goudoogboszanger (P. burkii), vandaar de naam soror (Latijns:zuster). De vogel broedt in China en overwintert in Indochina.

## Taxonomie
In een uitgebreide vervolgstudie plaatste Per Alström deze soort in het geslacht Phylloscopus omdat bleek dat Seicercus noch Phylloscopus een duidelijke eigen gemeenschappelijke voorouder hadden.

## Kenmerken
De vogel is 11 tot 12 cm lang. De vogel lijkt sterk op de zilveroogboszanger (P. intermedius), grijskruingoudoogboszanger (P. tephrocephalus en omeigoudoogboszanger (P. omeiensis). Deze soort is gemiddeld iets donkerder. De vogel is van onder opvallend groengeel, van boven is de vogel donker grijsgroen met een donkere streep over de kruin en een lichtgroene ring om het oog.

## Verspreiding en leefgebied
Deze soort is endemisch in zuidoostelijk en centraal China. De broedgebieden liggen in natuurlijk loofbos met een rijke ondergroei in heuvelland tussen de 600 en 1500 meter boven zeeniveau. De vogels overwinteren in Zuid-China, Myanmar, Thailand, Cambodja en Zuid-Vietnam.

## Status
De grootte van de wereldpopulatie is niet gekwantificeerd. Men veronderstelt dat de soort in aantal stabiel is. Om deze redenen staat de zustergoudoogboszanger als niet bedreigd op de Rode Lijst van de IUCN.